# Lacaria monrosi
Lacaria monrosi es una especie de polilla de la familia Geometridae. La especie fue descrita por primera vez por Orfila y Schajovski habiendo sido descrita en 1960, con endemismo en Argentina. El holotipo de la especie fue descrita en el parque nacional Lanín, a poca distancia de Pucará de Tilcara. Tiene gran similitud con la L. schachovskoyi del que se distingue principalmente por su morfología genital y por su color general rosado.